# Dodici articoli

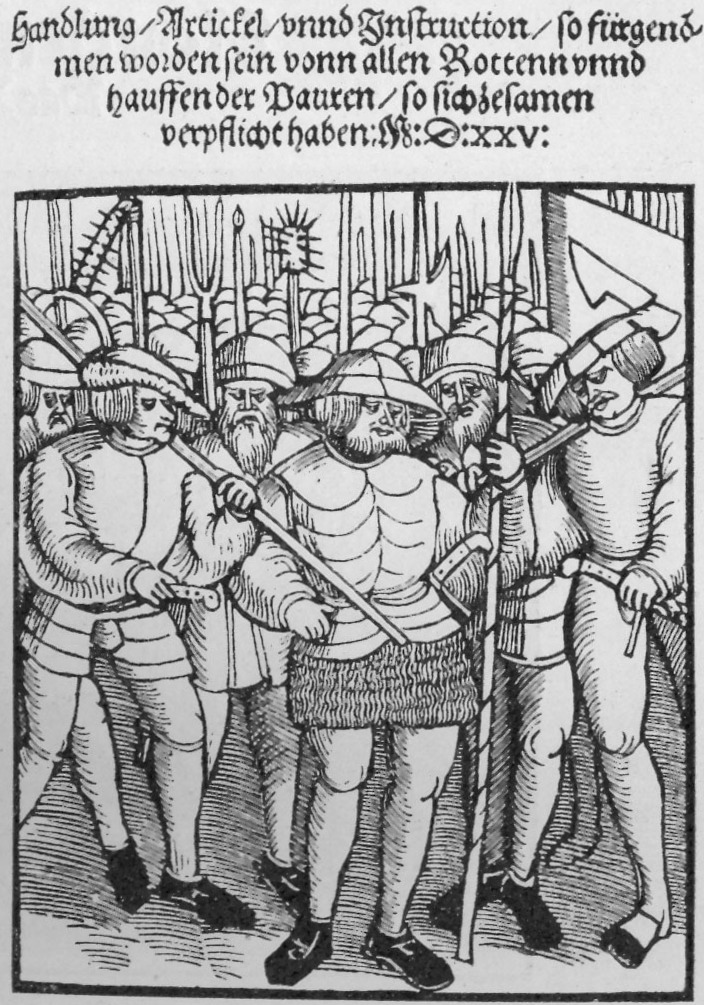
I dodici articoli, opuscolo del 1525.

I dodici articoli (in tedesco zwölf artikel) furono il principale manifesto della guerra dei contadini tedeschi del 1525 contenente gran parte delle rivendicazioni degli insorti. Tale documento è considerato talvolta come la prima stesura riguardante i diritti umani e le libertà civili nell'Europa continentale successivamente all'Impero Romano. Le adunanze che si tennero per la sua stesura sono ritenute la prima assemblea costituente in terra tedesca. Tra le richieste contenute vi erano l’abolizione della servitù della gleba, la libertà di caccia e di pesca, la diminuzione delle tasse.
Guerra dei contadini tedeschi#I 12 Articoli